# 三囲神社

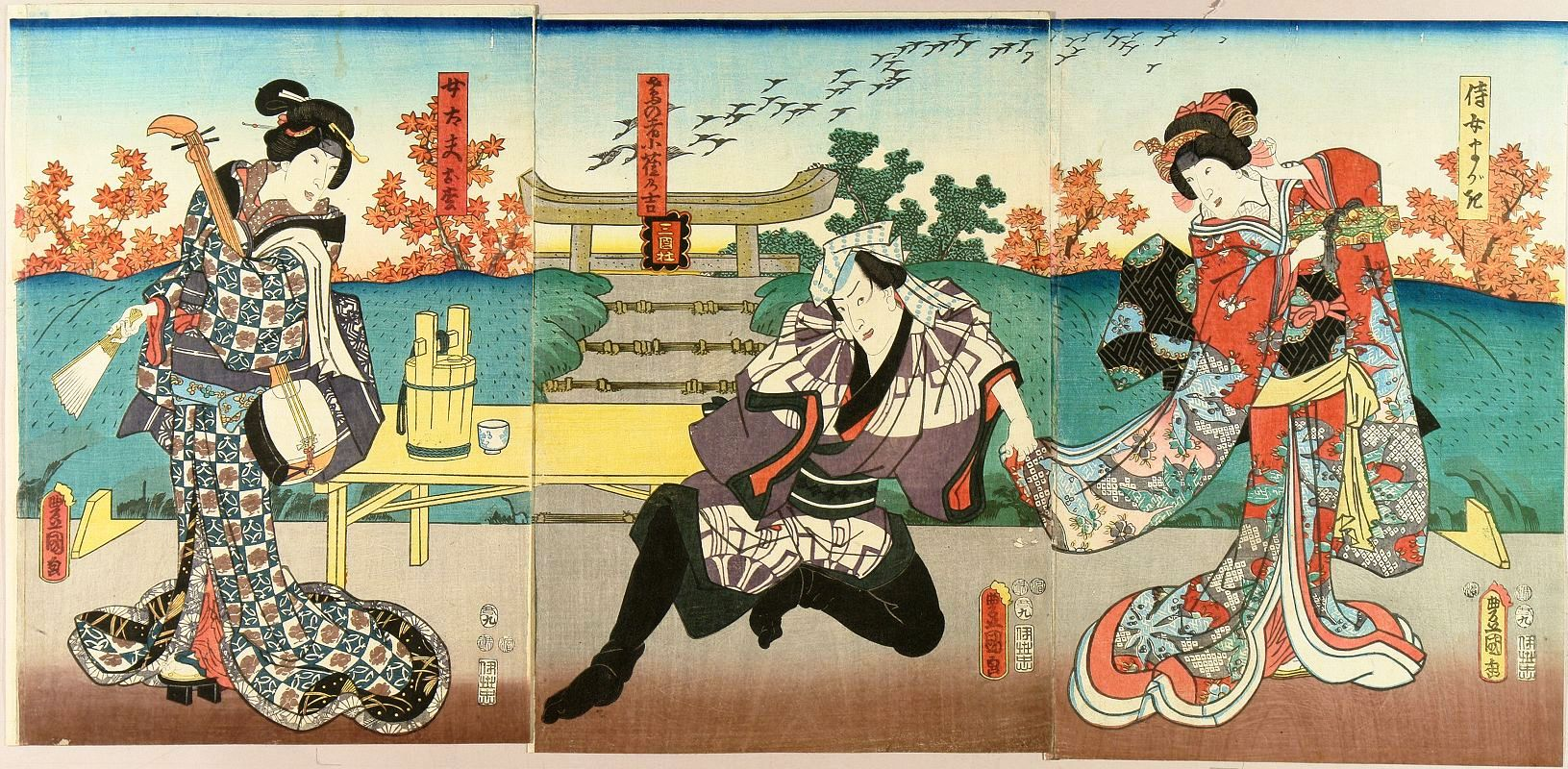
背景に三囲神社の鳥居が覗く。歌川国貞画。1853

三囲神社（みめぐりじんじゃ）は、東京都墨田区向島に在る神社である。祭神は宇迦御魂之命（うがのみたまのみこと）。

## 概要
倉稲魂命（宇迦之御魂神）を祀る。旧村社（現在はかつての小梅村にあたる地区にあるが、旧地は須崎村にあったと推測されている）。元、田中稲荷と称した。創立年代は不詳。伝によれば、近江国三井寺の僧源慶が当地に遍歴して来た時、小さな祠のいわれを聞き、社壇の改築をしようと掘ったところ、壺が出土した。その中に、右手に宝珠を、左手にイネを持ち、白狐に跨った老爺の神像があった。このとき、白狐がどこからともなく現れ、その神像の回りを3回回って死んだ。三囲の名称はここに由来するという。
元禄6年（1693年）、旱魃の時、俳人宝井其角が偶然、当地に来て、地元の者の哀願によって、この神に雨乞いする者に代わって、「遊（ゆ）ふた地や田を見めくりの神ならは」と一句を神前に奉ったところ、翌日、降雨を見た。このことからこの神社の名は広まり、松阪の豪商・三井氏が江戸に進出すると、その守護神として崇め、越後屋の本支店に分霊を奉祀した。
本来は牛嶋神社の隣にあったが、洪水で一度流され、河岸に堤が築かれることになった際に南へ少し移動した。その堤のために、対岸から見ると、鳥居が堤から奇妙に頭だけ出しているように見え、浮世絵などに好んで描かれた。
1910年（明治43年）8月には、明治43年の大水害に見舞われ境内が水没した。

## 三井家との関係
三井家では、享保年間に三囲神社を江戸における守護社と定めた。理由は、三囲神社のある向島が、三井の本拠である江戸本町から見て東北の方角にあり、鬼門だったことと、三囲神社の“囲”の文字に三井の“井”が入っているため、「三井を守る」と考えられたため。社域の一角には没後100年を経た三井家当主たちを祀った「顕名霊社」がある。三井グループ各社の総務部によって三囲会が組織されており、年に4回代表が一堂に会し祭典を催している。閉店した池袋三越前にあったライオン像も寄贈されている。
三越各店に分社があるが、なぜか日本橋本店（屋上）ではなく銀座店（9階屋上）に社務所がある（日中のみの対応で諸業務のほかおみくじも引ける）。

## 祭神
- 宇迦之御魂之命、宇迦御魂之命

なお、丹後神社の祭神も、宇迦御魂之命である。

## その他

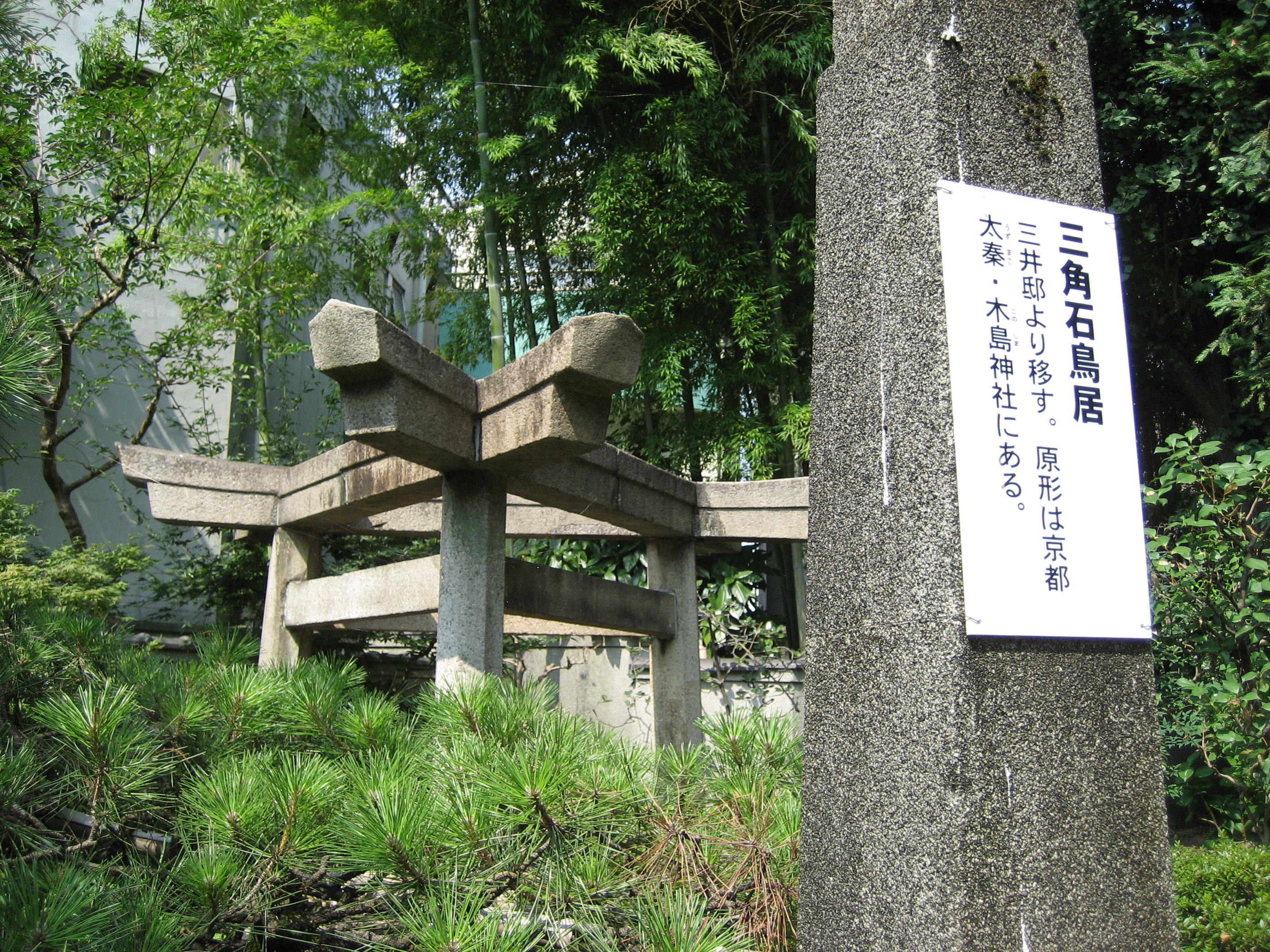
三囲神社の三柱鳥居

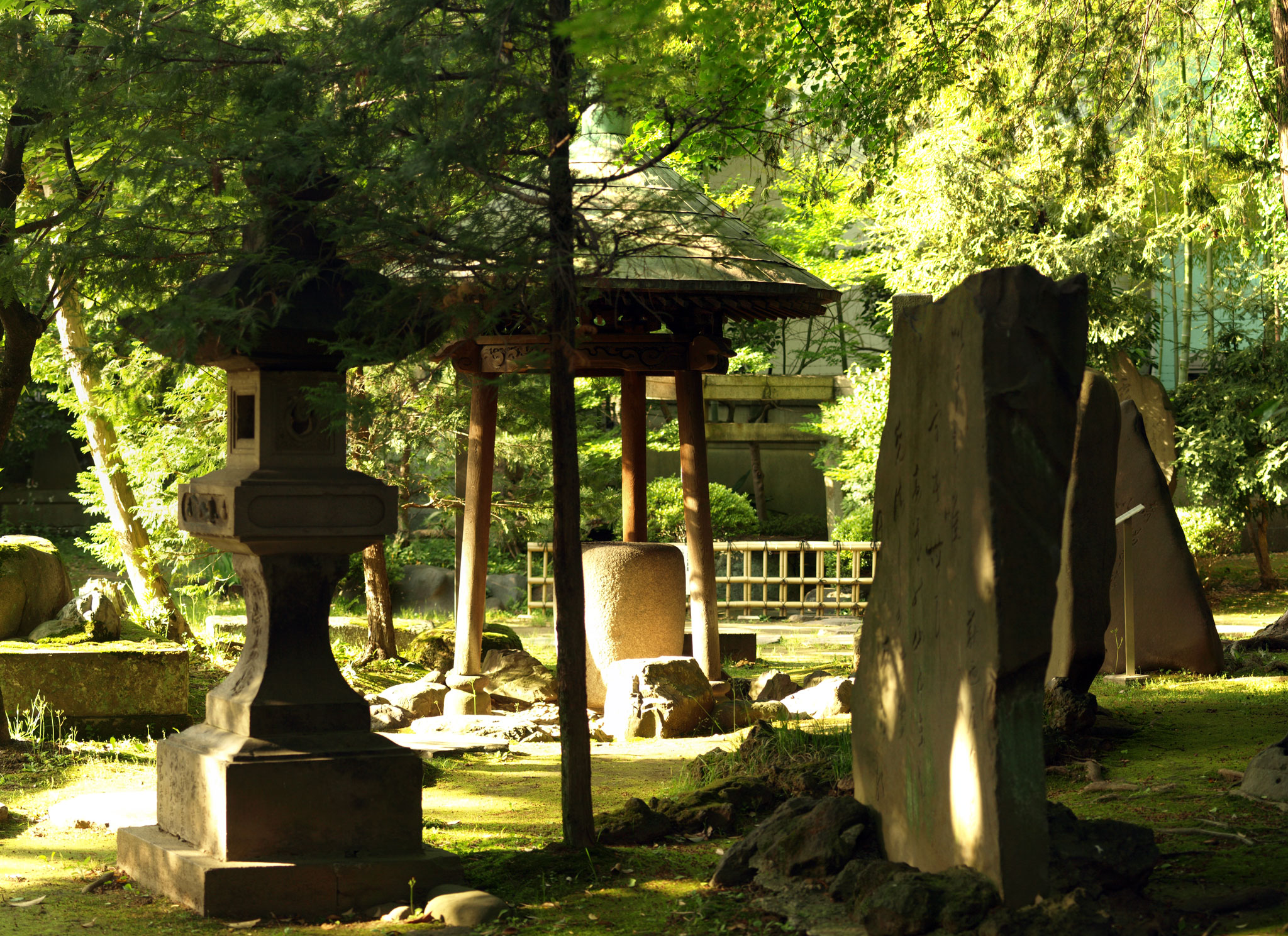
三囲神社の三本柱の屋根を持つ手水鉢、その奥に三柱鳥居が見える

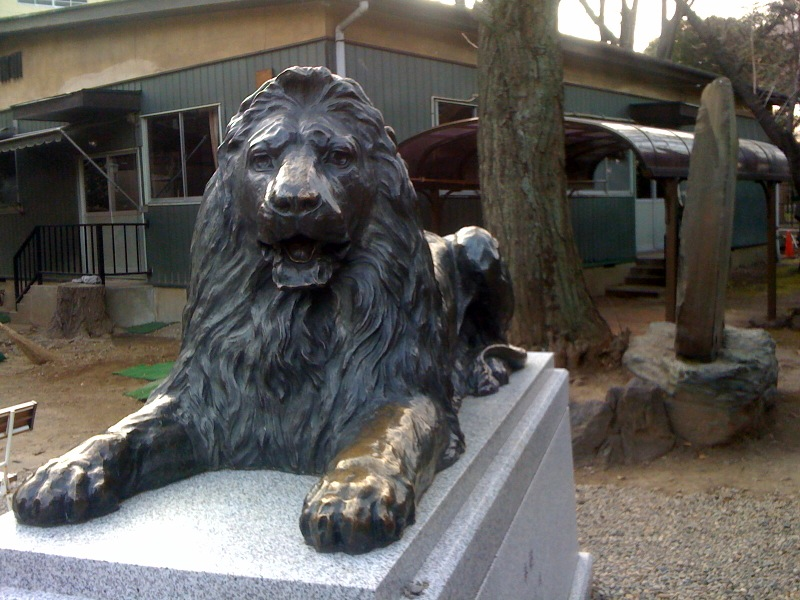
三囲神社のライオン像

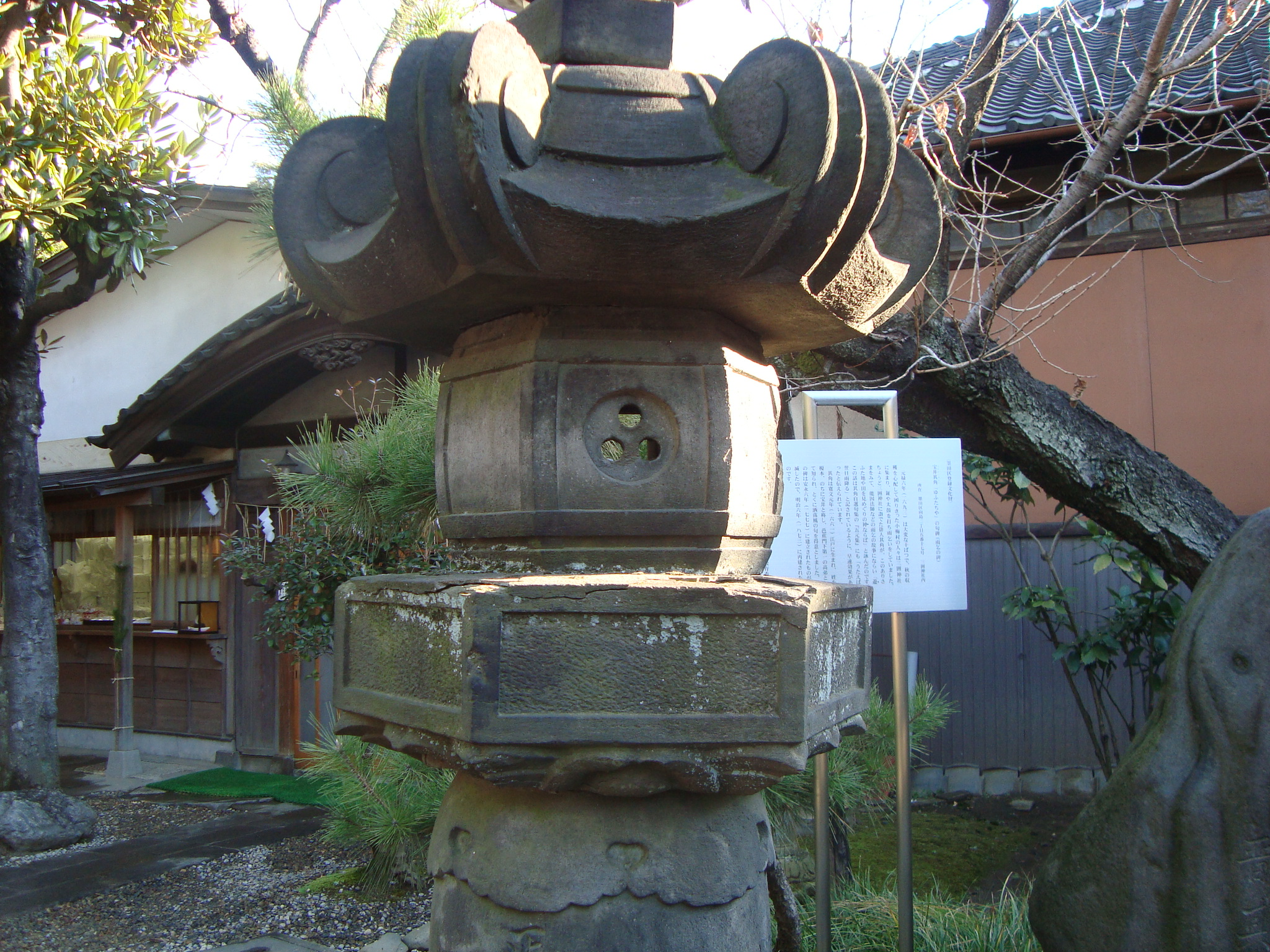
三囲神社の三つ穴灯籠

この神社の境内には、隅田川七福神のうち「恵比寿」・「大国神」が祀られている。
木嶋神社と同様の石造りの三柱鳥居がある。この石造りの三柱鳥居は「三井邸より移す。原型は京都太秦・木嶋神社にある」と境内に表示されている。
三柱鳥居の手前には三本柱の屋根を持つ手水鉢がある。

### ライオンの狛犬
神社境内の狛犬の傍にライオン像が置かれている。三越デパートの入り口に置かれている物と同じ像で、2009年（平成21年）に三越から奉納された。かつては池袋三越店頭に設置されていたもので、同店の閉店に伴い、神社からの申し出により、三越と強い縁を持っている事から実現した。

### 灯籠
三囲神社の灯籠の火袋には三つの穴があいている。三つ穴灯籠は三郷市の丹後神社にもある。
三囲神社、丹後神社の祭神は共に宇迦御魂之命である。

### 一勇斎歌川先生墓表
明治6年（1873年）に浮世絵師の歌川国芳を顕彰するために絵馬堂脇に建立された石碑。

## 文化財
三囲神社石造鳥居（堤下の大鳥居）
墨田区登録有形文化財（建造物）
三囲神社本社
墨田区登録有形文化財（建造物）
宝井其角「ゆうだちや」の句碑 （雨乞いの句碑）
墨田区登録有形文化財（歴史資料）
三囲神社の石造常夜燈
墨田区登録有形文化財（歴史資料）
「一勇斎歌川先生墓表」（歌川国芳顕彰碑）
墨田区指定有形文化財（歴史資料）
三囲神社の石造狛犬
墨田区登録有形民俗文化財
三囲神社の石造神狐
墨田区登録有形民俗文化財

## 所在地
- 東京都墨田区向島2-5-17